# Sendaphne broadi
Sendaphne broadi  (лат.) — вид мелких наездников рода Sendaphne из семейства Braconidae (Ichneumonoidea).  Эквадор.

## Распространение
Южная Америка, Эквадор.

## Описание
Очень мелкие паразитические наездники, длина тела 3,5-3,7 мм, длина переднего крыла 3,3-3,5 мм. Голова и грудь тёмно-коричневые. Тегулы жёлтые. Метасома: 1 и 2 медиортергиты желтовато-коричневые, остальная часть брюшка буроватая. Задние тазики ног жёлтые. Предположительно паразитируют на гусеницах бабочек. Вытянутые глоссы апикально раздвоенные, проподеум гладкий и блестящий. Медиотергит 1 сужается в заднем направлении, а 2-й медиотергит субтреугольный. Яйцеклад длинный и изогнутый (в 2 раза длиннее задних голеней).

## Систематика
Вид был впервые описан в 2015 году американскими энтомологами Хосе Фернандес-Триана (Jose L. Fernandez-Triana, Canadian National Collection of Insects, Ottawa, Canada and University of Guelph, Guelph, Канада) и Джеймсом Уитфилдом (James B. Whitfield, University of Illinois, Urbana, США). Сходен с Sendaphne bennetti, отличаясь узким медиотергитом 1. Видовое название дано в честь британского гименоптеролога Гэвина Брода (Dr. Gavin Broad, Natural History Museum, Лондон, Великобритания), крупного специалиста по наездникам.